# شرف‌الدین شیبوب
شرف‌الدین شیبوب (انگلیسی: Sharaf Eldin Shiboub؛ زادهٔ ۷ ژوئن ۱۹۹۴) بازیکن فوتبال اهل سودان است.
از باشگاه‌هایی که در آن بازی کرده‌است می‌توان به باشگاه فوتبال القیروانیه اشاره کرد.
وی همچنین در تیم‌های ملی فوتبال زیر ۲۳ سال سودان و سودان بازی کرده‌است.